# 圖庫魯伊

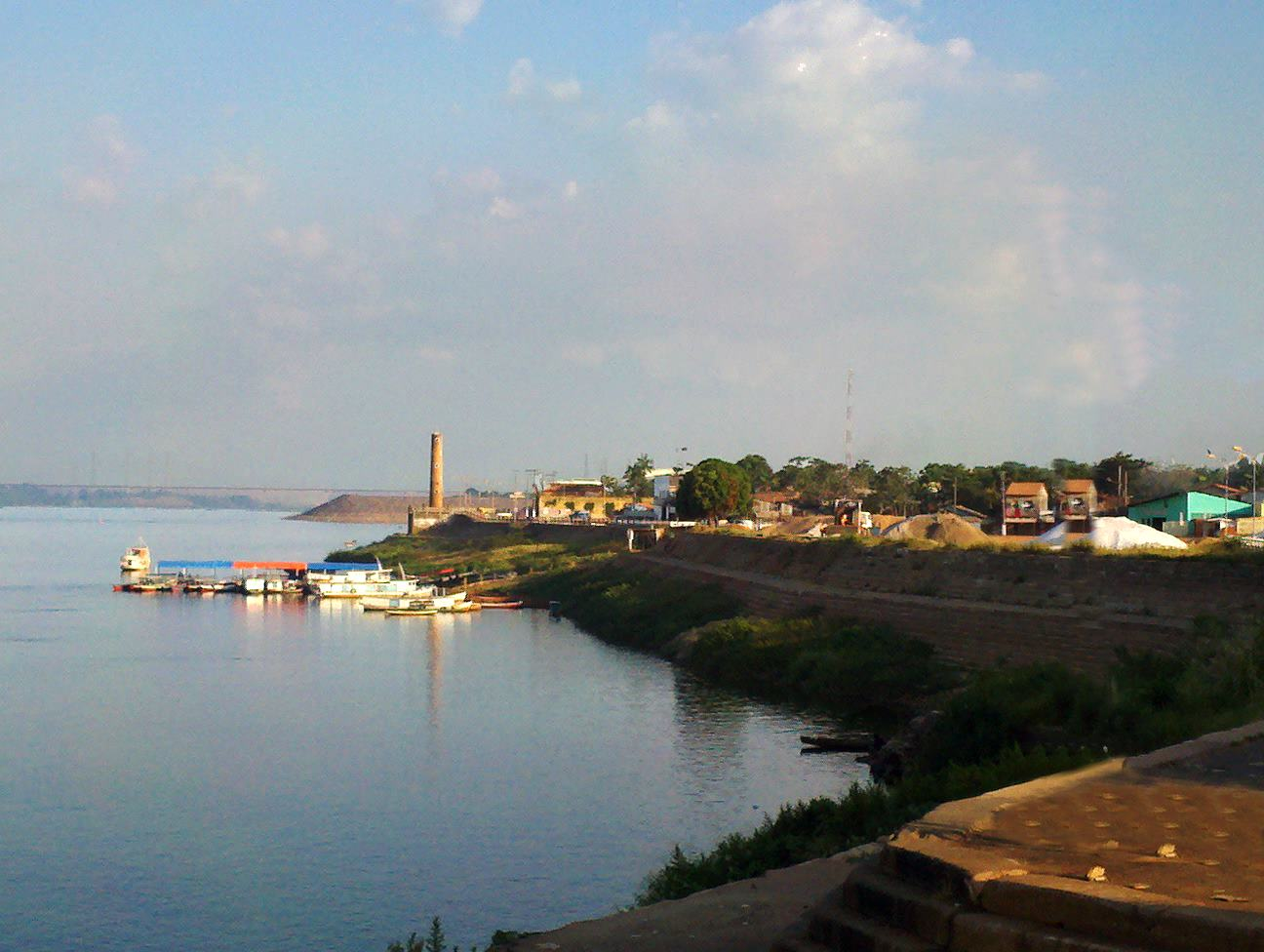

圖庫魯伊（葡萄牙語：Tucuruí），是巴西的城鎮，位於該國北部，由帕拉州負責管轄，始建於1779年，面積2,086平方公里，主要經濟活動有農業和商業，2014年人口110,431，人口密度每平方公里52.93人。

## 參考資料

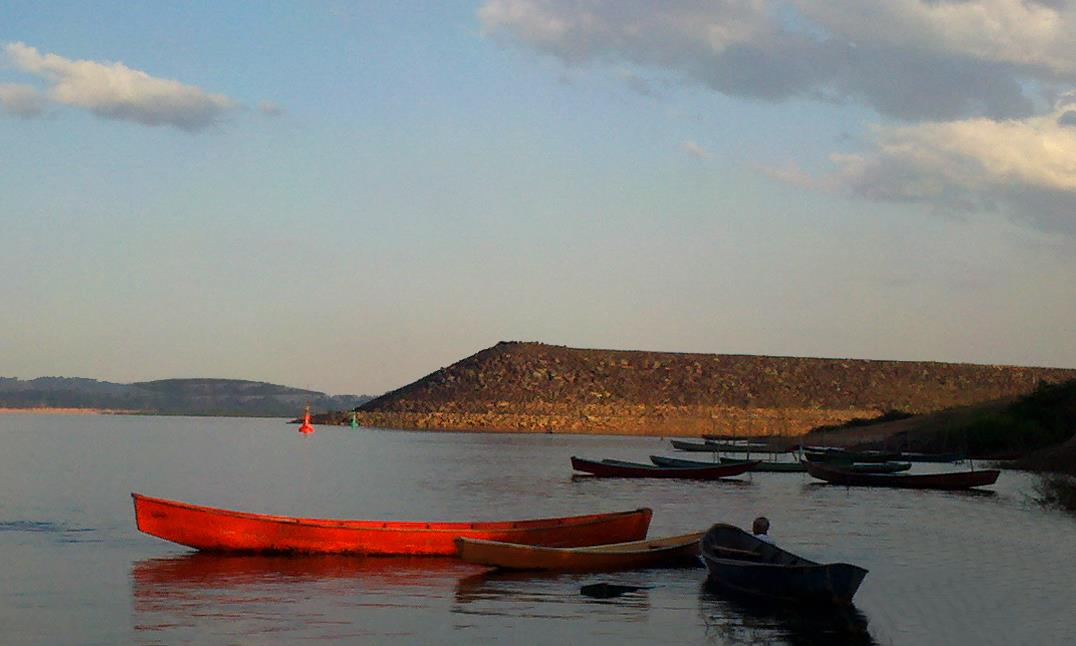

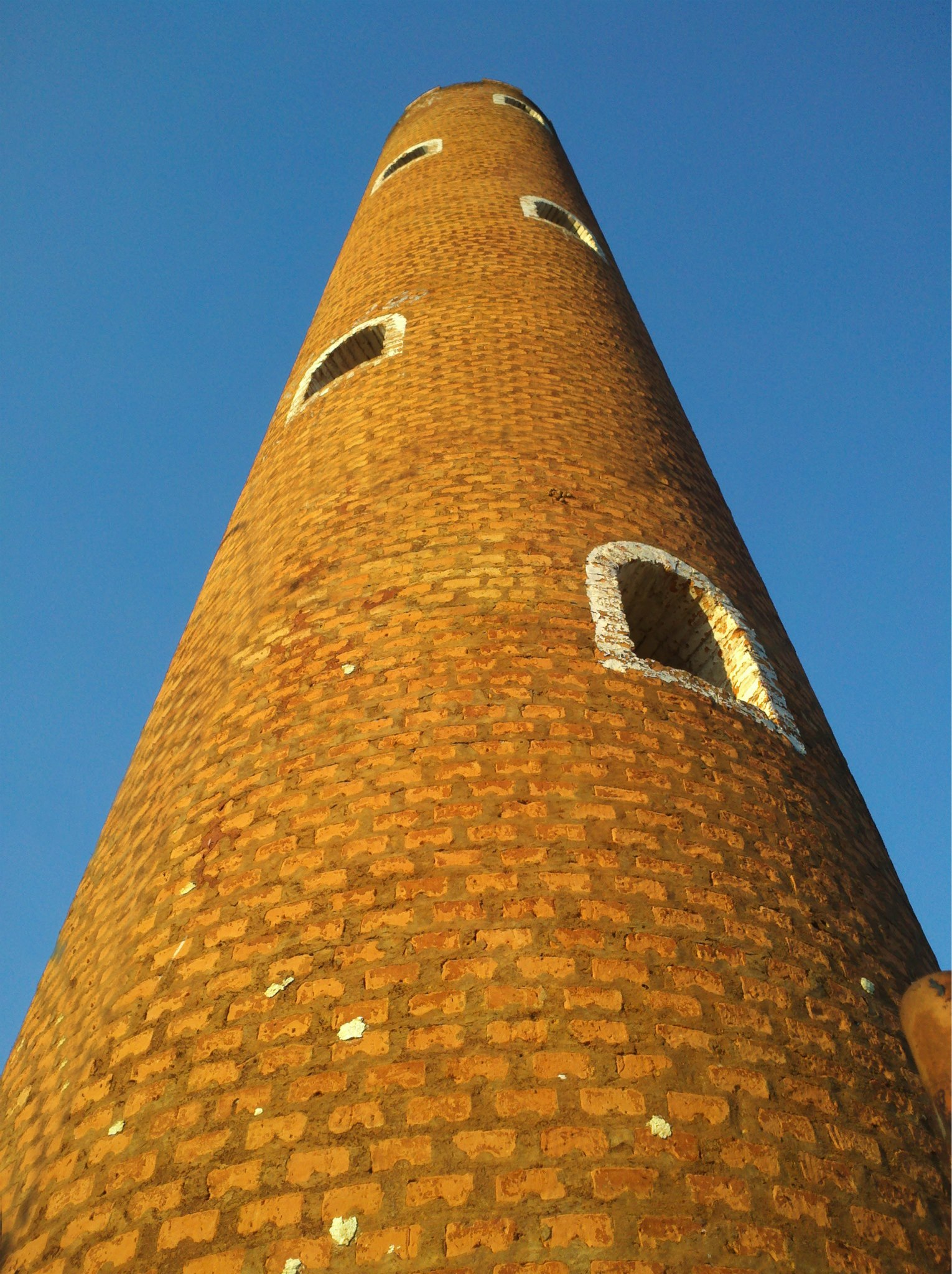

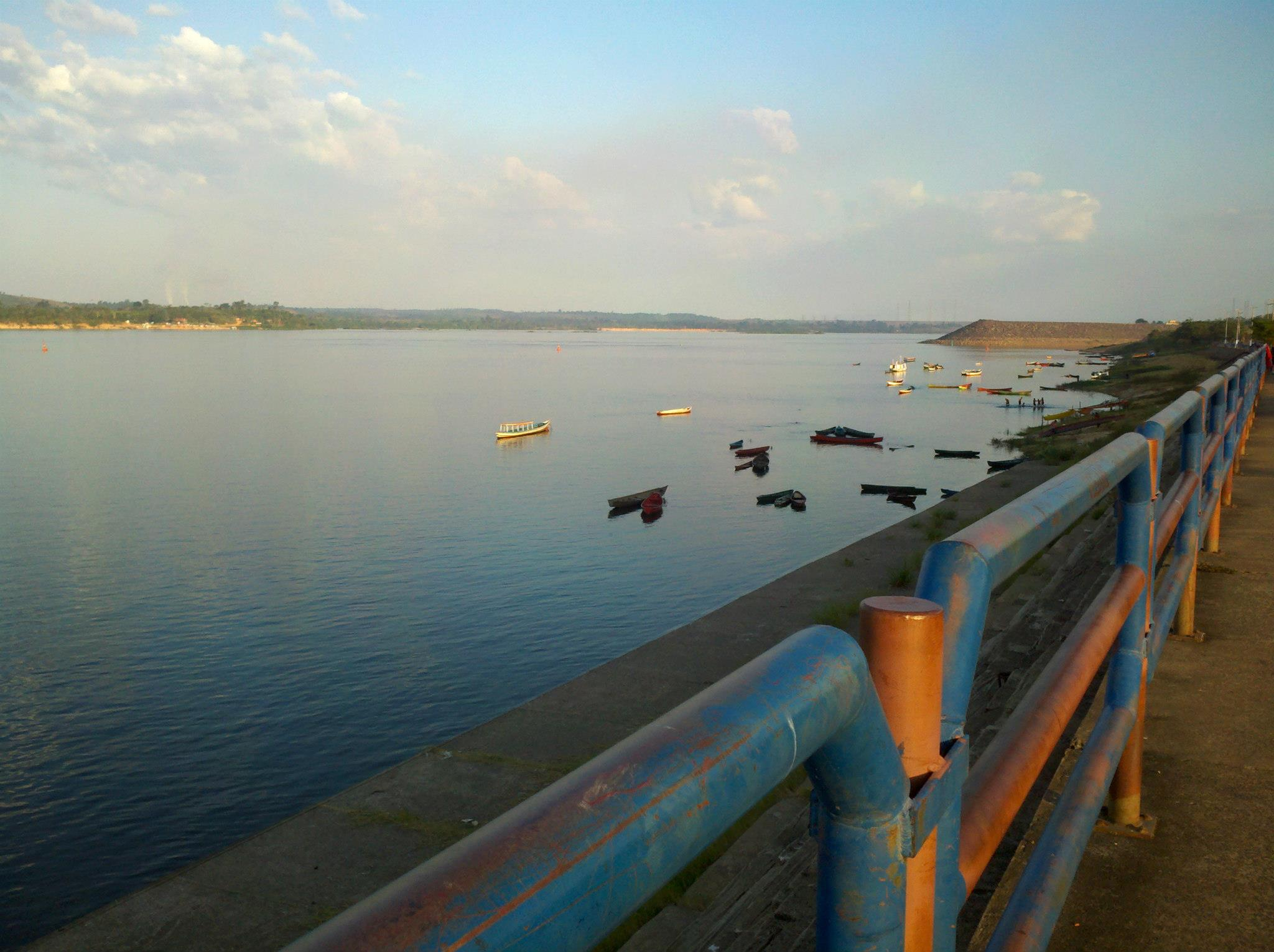